# Hjørundfjord

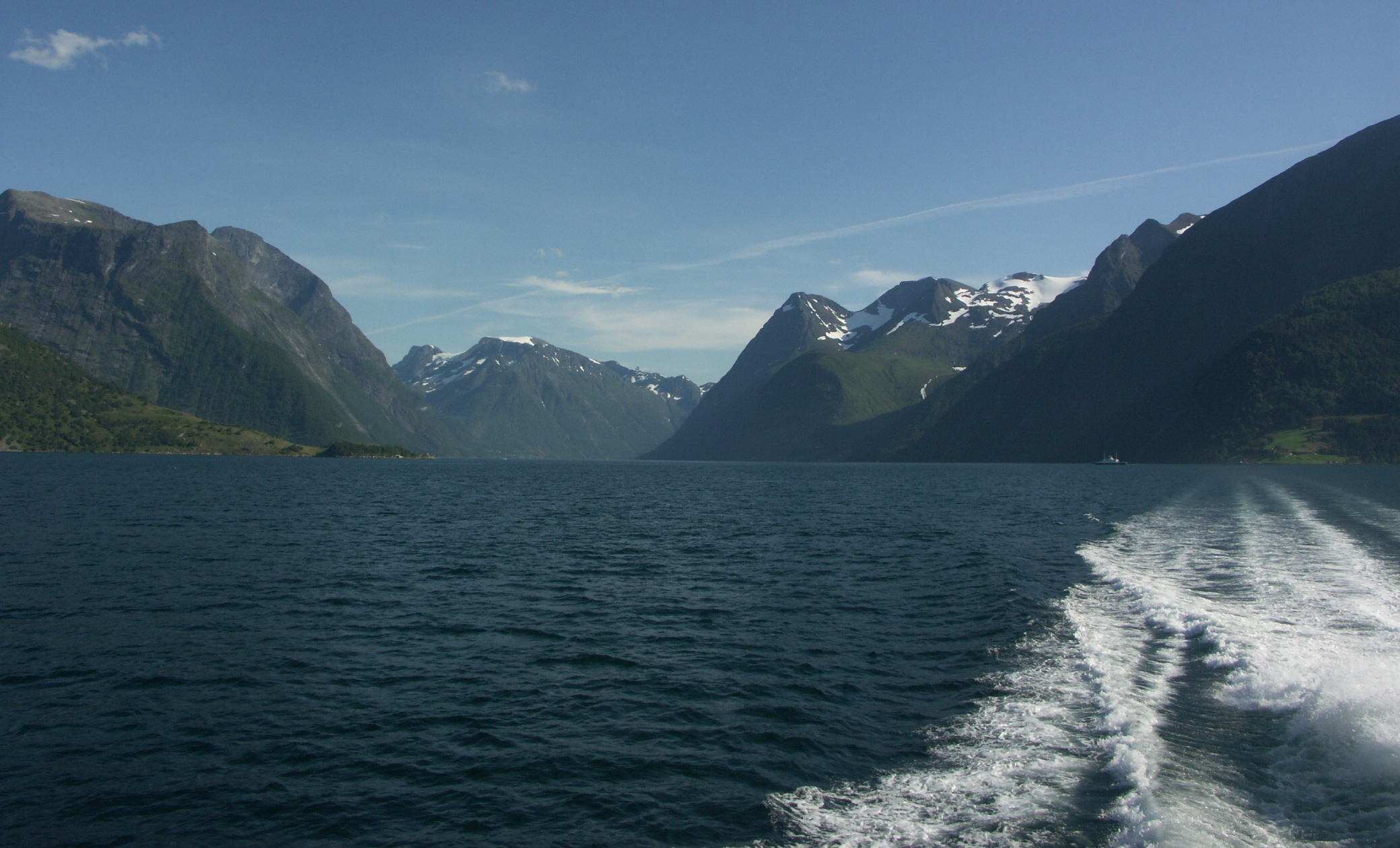
Le Hjørundfjord.

Le Hjørundfjord est un fjord de Norvège, situé dans le district de Sunnmøre (comté de Møre og Romsdal).

## Géographie
Long de 35 km, pour une largeur maximale de 3 km, il constitue une branche du Storfjord. Sa profondeur maximale est de 441 m.

### Localisation
Dans sa plus grande partie, il est localisé dans la kommune d'Ørsta, mais son embouchure est située dans celle de Sykkylven. De 1838 à 1964, les terres riveraines du fjord formaient la kommune de Hjørundfjord.

### Rives
Les montagnes (Alpes de Sunnmøre) qui encadrent le Hjørundfjord s'élèvent jusqu'à près de 1 600 m au-dessus de la mer, notamment au Skårasalen et au Jakta. Les pentes très raides, abondamment arrosées par la pluie, sont couvertes de forêts.